# 이상진 (1958년)
이상진(李相鎭. 1958년 5월 14일 ~ , 경북 경주)은 대한민국의 공무원이다. 

## 학력
- 1976년 : 경주고등학교 졸업
- 1980년 : 영남대학교 법학 학사
- 오리건대학교 대학원 교육정책학 석사
- 오리건대학교 대학원 교육정책학 박사

## 경력
- 1980 : 제23회 행정고시 합격
- 1985.05 : 총무처 수습행정관
- 2001.01 ~ 2001.03 : 교육인적자원부 정책총괄과장
- 2001.03 ~ 2002.01 : 교육인적자원부 지방교육기획과장
- 2002.01 ~ 2004.05 : 부산광역시교육청 기획관리국장
- 2005.07 ~ 2005.09 : 목포대학교 사무국장
- 2005.09 ~ 2006.02 : 노동부 근무
- 2006.04 ~ 2008.02 : 부산광역시교육청 부교육감
- 2009.01 ~ 2010.09 : 교육과학기술부 교육복지국장
- 2010.09 ~ 2012.01 : 교육과학기술부 인재정책실장
- 2012.01 ~ 2012.05 : 교육과학기술부 제1차관
- 2015.08 : 한국방송통신대학교 프라임칼리지 석좌교수
- 2016.06 ~ 2020.08 : 한국복지대학교 총장

| 전임 설동근 | 제4대 교육과학기술부 제1차관 2012년 1월 9일 ~ 2012년 5월 7일 | 후임 김응권 |